# سیاست اجتماعی و فرهنگی حسن روحانی
دیدگاه‌های اجتماعی و فرهنگی حسن روحانی هفتمین رئیس جمهور ایران؛ تصحیح جایگاه و ارزش زنان در افکار و جامعه، تکیه بر ترویج ورزش، تغییر زیربنایی نگاه به امور جوانان، حفظ عزت مردم، برابری اقوام از لحاظ حقوقی و شهروندی، لازم دانستن وجود شادی و نشاط برای مردم، داشتن کشوری توسعه یافته به وسیله ایجاد اعتماد قابل پذیرش بین همه مردم و قشرها مختلف، تغییرات اصولی در آموزش و پرورش و وجود پیوند ناگسستنی بین نظام با ملت می‌باشد.
روحانی می‌گوید باید زمینه‌ای ایجاد گردد تا کسب و کار آحاد جامعه به ویژه جوانان و بانوان نیز فراهم شود.
روحانی وعده داده است در دولت تدبیر و امید هیچ کاری بدون مشورت با صاحب نظران انجام نخواهد شد و با بهره‌گیری از فکر نخبگان ایرانی کشور اداره خواهدشد.
حسن روحانی مردم، مقام رهبری و همکاری قوای سه‌گانه را سه سرمایه اصلی دولت آینده برشمرده است. وی می‌گوید مردم با همه وجود مشکلات کشور را لمس می‌کنند. اگر شخصی مشکل مردم را به آن‌ها نگوید، فقط دل مردم را آزرده و عصبانی کرده‌است. مردم ما در این انتخابات نشان دادند و اعلام کردند که برای چهار سال به صحنه آمدند. باید این سرمایه بزرگ نظام را به خوبی پاسداری کرد.
وی معتقد است حق طبیعی ملت است که مشکلات خود را به آشکارا بیان و بدون نگرانی بیان کنند. اگر دیدید حقی ویژه برای شخصی یا جمعی در نظر گرفته شده‌است و برای دیگری نیست، مشخص است که به قانون اساسی عمل نمی‌گردد و اساساً یکی از وظایف رئیس‌جمهور اجرا کردن قانون اساسی و به ویژه دستیابی حقوق مردم است. حسن روحانی بر این باور است ماندگاری و قدرت ملی و حاکمیت ملی در سایه اجرای دقیق و صحیح کل اصول قانون اساسی به‌ویژه فصل ۳ که حقوق ملت را مشخص می‌کند، خواهد بود. اگر یکی از این اصول اجرا نشود بدانید قادر نخواهیم بود به مقاصد مورد نظرمان در چارچوب انقلاب اسلامی دست پیدا کنیم. امنیت مردم منحصراً جلوگیری از ورود بیگانگان به کشور نیست. یکی از موارد امنیت، امنیت مال، حیثیت، جان و آزادی بیان ملت است.
حسن روحانی برای تشکیل کابینه دولت تدبیر و امید، چهار کارگروه اقتصادی، سیاست خارجی، سیاست داخلی و مسائل فرهنگی و اجتماعی را تشکیل داده است که زیر نظر این چهار کمیته؛ ۲۰ کارگروه مشغول به کار هستند، از ۵۰۰ نفر از صاحبنظران و شخصیت‌های فرهیخته، دانشگاهی با سابقه کار اجرایی یا قانون‌گذاری و بسیاری از تشکل‌های مردمی نیز استفاده کرده‌است.
حسن روحانی در گفتگو با شبکه NBC گفت «دولت دنبال اجرای حقوق شهروندی است به زودی منشوری به عنوان منشور شهروندی از سوی این دولت منتشر خواهد شد ما می‌خواهیم مردم در چارچوب زندگی خصوصی خود کاملاً آزاد باشند. در دنیای امروز دسترسی به اطلاعات و حق گفتگو و حق تبادل اندیشه، حق همه ملت‌ها و از جمله ملت ایران است البته همه دولت‌ها دنبال نوعی نظارت بر شبکه اطلاعاتی جهانی هستند. ما برای ما مسائل اخلاقی مان و هویت ملی مان بسیار مهم است و بنابر این در این زمینه حساسیت به خرج خواهیم داد اما دلمان می‌خواهد مردم ما از همه یافته‌های بشری علم و دانش و اندیشه‌های متنوع و گوناگون مطلع باشند و در تماس باشند و لذا یکی از برنامه‌های دولت توسعه زیرساخت‌های دیجیتالی است و این کار را به زودی آغاز خواهد کرد.»

## ورزش
حسن روحانی دربارهٔ ورزش معتقد است که «ورزش بسیار مهم است ورزش بعضی‌ها فکر می‌کنند که یک امر حاشیه‌ای است ورزش جزو ضرورت‌های زندگی است برای جوان‌ها برای میانسال‌ها برای پیرمردها برای همه ورزش یک امر ضروری همگانی است ورزش حرفه‌ای و قهرمانی هم سر جای خودش اهمیت دارد ورزش همگانی بیشتر سلامت را می‌آورد نشاط را می‌آورد ما را از خیلی از درمان‌ها و داروها بی‌نیاز می‌کند. داروی همه دردها است واقعاً هم پیشگیری است و گاهی هم درمان است اما ورزش قهرمانی جایگاه خودش را دارد ورزش حرفه‌ای هم جایگاه خودش را دارد ورزش قهرمانی و حرفه‌ای امروز تبدیل شده است نه تنها به یک نشاط ملی تبدیل شده است به یک غرور ملی بسیار اهمیت دارد وقتی که در مسابقات بین‌المللی قهرمانان ما حضور پیدا می‌کنند گاهی اعتماد ملی هم درست می‌کند وقتی می‌بینند ورزشکاران ما با چه قدرتی با چه روحیه‌ای وارد عمل می‌شوند آثار معنوی هم دارد ورزشکاری که با یاعلی وزنه را بلند می‌کند آثار اخلاقی هم دارد آثار دینی هم دارد یعنی وزرش ما باید تبدیل بشود آن ورزش حرفه‌ای ما به همان پهلوانی قدیم یعنی در کنارش اخلاق و رادمردی و پایمردی و فتوت و مردانگی و همه اینها باشد بنابراین ورزش حرفه‌ای برای ما امروز یک ضرورت از نظر غرور ملی و کشوری هست و اهمیت دارد و باید به آن توجه ویژه بشود مخصوصاً در ورزشهایی که جوانهای ما توجه ویژه نسبت به آن دارند.»
حسن روحانی بر این باور است ورزش محتاج نگاهی استراتژیک از سوی دولت است و در عین حال سیاسی کردن آن را هم به هیچ وجه صلاح نمی‌داند. وی می‌گوید من اساساً ورزش را یکی از موارد تقویت همبستگی جامعه می‌دانم. وی می‌گوید هر شخصی که بخواهد در جایگاه مسئول به ارزیابی وضعیت ورزش در کشور بپردازد، باید بین ورزش قهرمانی و ورزش همگانی فرق قائل شود اما به ارتباط میان آن‌ها نیز توجه داشته باشد. ورزش یک فعالیت نشاط‌آور، انسجام‌بخش، سلامت‌آور، و کاهش‌دهنده هزینه‌های اداره کشور که خودش می‌تواند تولیدکننده ثروت هم باشد. غیر از این که ورزش می‌تواند هم در بخش ورزش همگانی و هم در ورزش قهرمانی عامل تولید شغل و ثروت باشد، در بعد جهانی هم می‌تواند مولد ثروت باشد. باید جلوی فساد در ورزش را بگیریم. من به دفعات در مجلات و روزنامه‌های ورزشی دیده‌ام که کارشناسان ورزش از زد و بند و تبانی و فساد در ورزش و به ویژه فوتبال اعتراض دارند. مقدار پول و سرمایه‌ای که در چند سال گذشته به یکباره وارد ورزش قهرمانی کشور شده، بیش از ظرفیت سازمانی، مدیریت و قوانین حاکم بر ورزش بوده‌است.

## بانوان و جوانان
روحانی معتقد است که بایستی جایگاه و ارزش زنان کشور را نخست در اندیشه‌ها و بعد در اجتماع و در همه امور درست کنیم. وی معتقد است حجاب را نباید عین عفاف بدانیم.
حسن روحانی، دربارهٔ برخوردهایی که این سال‌ها با جوان‌ها شده می‌گوید من قطعاً با این برخوردها مخالفم. این‌ها حاصل همان برداشت و قرائت خاص از اسلام و قانون اساسی است. برای این‌که نگاهم به مسئله روشن شود، نقطه نظرم را به موضوع حجاب و عفاف برای شما شرح می‌دهم. خیلی از این برخوردها حاصل از دیدگاهی است که چنین شادی و نشاط‌هایی را گام‌های نخستین به سوی تضعیف عفت عمومی می‌بیند.
هیچ جامعه‌ای در تاریخ قادر نبوده تفکیک جنسیتی کند، در اجتماع پیچیده و پر از ارتباطات امروزی نیز تفکیک جنسیتی هیچ کاربردی ندارد. من با ایجاد محدودیت‌های فراقانونی علیه زنان و دختران مخالف هستم. بعضی آن‌قدر تنگ‌نظر هستند که حتی برخی فتواهای غیرسخت‌گیرانه‌تر مراجع تقلید را نیز تحمل نمی‌کنند. رفتار آدم‌های سخت‌گیر امروز با تصوراتشان دربارهٔ دین اسلام نمی‌خواند. اسلام را کامل و راه‌حل همه چیز معرفی می‌کنند، ولی دست آخر نمی‌توانند راهی برای وارد کردن زنان به ورزشگاه‌ها پیدا کنند و راه محدود کردن را در پیش می‌گیرند. من البته معتقدم قطعاً مشکل از سوی این افراد است.
حسن روحانی می‌گوید زنان جامعه ما مظلوم هستند نباید بگذاریم خیابان، دانشگاه، مدرسه و بازار جوی باشد که حضور زنان برای ایشان نگران‌کننده باشد، بلکه همه فضای ایران باید برای زنان امن باشد. وی اعتقاد دارد در دولت تدبیر و امید، در خصوص فرصت‌های اجتماعی فرقی بین زنان و مردان وجود نخواهد داشت.
وی بر این باور است که دختران و زنان ایرانی اهل پاکدامنی و عفت هستند و اعتقادات، مذهب، باورهای دینی و ملی ما اجازه نمی‌دهد بانوان از مردها کم‌تر و ضعیف تر باشند و نبایستی با نگاه بد در مورد دختران داوری کرد.
حسن روحانی در یکی از سخنرانی‌های گفت در حال حاضر مسئله بیکاری زنان خیلی زیاد است و ۶۶ درصد افراد بین ۲۰ تا ۲۹ سال امروز جزو افراد بیکار جامعه هستند.
روحانی اعتقاد دارد جوانان باید خود را فرزندان جامعه روحانیت و روحانیون بدانند. وی می‌گوید بایستی توجه داشته باشیم که سر و کار ما با ظاهر و جسم جوانان نیست بلکه با اندیشه ایشان است و جز با راه سعه صدر و قول سدید راه دیگری موجود نیست. باید به سؤال جوان پاسخ دهیم و اگر احساس کردیم درخواست به حق است و ما پاسخی برای آن نداریم، باید در اصلاح خود تلاش کنیم. جوانان وضعیت خاصی دارند و روحانیت باید آنان را جذب و جلب کند. اگر نقصی به مناسبات و مناسک آنان وارد می‌دانید باید بدانید بیشتر جوانان به مناسبات مذهبی باور دارند. همه نظرسنجی‌ها ثابت می‌کند جوانان به پروردگار، معاد و آخرت اعتقاد دارند. باید جوانان را جذب کرد اما نه به لحن تند و ان‌شاءالله تحقیر نیز نبایستی باشد بلکه باید انحراف را اصلاح کرد.
حسن روحانی گفته بود روزی که همه جوان‌های ما شاغل بودند و بیکار نبودند آن روز جشن می‌گیریم.
وی برای جوانان راهکارهای زیر را پیشنهاد داده است:
- تغییر زیربنایی نگاه به امور جوانان در عرصه‌های اجتماعی و مبنا قرار دادن نگاه به آنان به عنوان فرصت در سیاست‌گذاری‌ها و برنامه‌ریزی‌ها
- به کارگیری و همیاری همه مردم به ویژه جوانان در امور کشوری و ایجاد زمینه برای حضور فعال ایشان در جامعه
- ایجاد زیرساخت‌های مقبول برای انجام فعالیت‌های فرهنگی، با هدف همکاری بیشتر جوانان در عرصه فرهنگ
- ایجاد الگوهای رفتاری درست و منطبق با اصول اخلاقی و مقتضیات مکانی، زمانی و همچنین فرهنگی
- تشخیص صحیح و دقیق احتیاجات جوانان و به و جود آوردن پل ارتباطی بین نسل‌ها با توجه به مقتضیات زمان
- برنامه‌ریزی و تدوین آموزش‌های مختلف در سازمان صداوسیما، کتاب‌های درسی و دیگر رسانه‌ها، دربارهٔ شیوه‌ها و متدهای سالم پر کردن اوقات فراغت و شناسایی آسیب‌های بالقوه و بالفعل خلأهای فراغتی
- تنظیم راهکارهای کارشناسانه اجتماعی -فرهنگی با هدف ترمیم و بهسازی اعتماد جوانان به حکومت
- پیگیری راهکارهای ارتباط مستقیم جوانان با مسئولان، با هدف بازسازی اعتماد جامعه در خصوص مدیریت و حاکمیت کلان کشور
- محور قرار دادن و اصل دانستن تقویت روحیه امید به فردا به عنوان شاخص‌ترین انگیزهٔ کوشش سازنده و زندگی پرشور، در هرگونه تصمیم و برنامه‌ریزی و اقدام در رابطه با جوانان
- ایجاد بسترهای صحیح برای آشنا شدن قشرها گوناگون جامعه به ویژه جوانان و نوجوانان نسبت به اقسام انحرافات هنجاری، رفتاری و نتایج خانمان‌برانداز این کج‌روی‌ها
- به وجود آوردن اوقات فراغت مناسب برای قشر جوان و راهنمایی آن‌ها به راه‌های صحیح زندگی، از راهکار تعلیم و ایجاد پایگاه‌های فرهنگی و مراکز مشاوره
- ایجاد و توسعه فرهنگ‌سراها و خانه‌های فرهنگ (با امکانات تفریحی، علمی، ورزشی، فرهنگی)
- برگزاری مسابقات هنری-فرهنگی دانشجویان و دانش‌آموزان با هدف توسعه و برقراری و استمرار رقابت‌های سالم و افزایش سطح علمی، ادبی، هنری و فنی.

حسن روحانی می‌گوید تلاش کنید از بانوان و جوانان استفاده کنید. من به وزرا توصیه کردم که از جوانان، نخبگان و بانوان استفاده کنند و بنده نیز خود تلاش خواهم کرد که در دولت از بانوان استفاده کنیم. ما منتی بر سر خانم‌ها نمی‌گذاریم، این حق قانونی و طبیعی آنهاست. بین زن و مرد در خلقت، هنر، درک، فهم، در نزدیکی به خدا و خدمت به مردم فرقی وجود ندارد.
حسن روحانی می‌گوید دنیای امروز دنیای اطلاعات است که نسل جوان در آن از افکار علمی و فرهنگی و تحولاتی که در سراسر جهان رخ می‌دهد بی‌خبر نیست و جامعه امروز نسبت به گذشته بسیار متفاوت شده‌است.

## شادی و نشاط
هفتمین رئیس‌جمهور ایران بر این باور است که شادی و نشاط حق مردم است، وی می‌گوید نباید خیلی سختگیری کرد، چون مردم ما خودشان اخلاق‌مدارند و چارچوب‌های اخلاقی، اسلامی و سیاسی را می‌دانند و واقعاً مراعات می‌کنند و کسی هم اگر حواسش نبود، تذکر دوستانه لازم است.
روحانی می‌گوید: پسرها و دخترها و جوانان را پسر و دختر خودمان بدانیم و به نحوی با آن‌ها صحبت کنیم که در خانه با پسر و دختر خودمان حرف می‌زنیم. وی با بیان این که جامعه نیاز به تذکر دارد، بر این باور بوده‌است که عزت مردم باید محفوظ باشد و نباید به عزت مردم اهانت شود چون تحقیر مردم قابل قبول نیست در حالیکه تذکر قابل قبول است.

## فیلترینگ
حسن روحانی دربارهٔ فیلتر موجود در فضای مجازی می‌گوید: «سیاست‌هایی پشت پرده محدود کردن کاربران اینترنتی است که مسئولان به واسطه آن می‌ترسند فضای باز را در اختیار کاربران قرار دهند اما این نمی‌تواند موجب ایجاد نتایج مطلوبی شود. به نظر من، پشتیبانان فیلترینگ باید جواب دهند که چه نتیجه‌ای را از فیلترینگ حاصل کرده‌اند، آمار نشان می‌دهد فیلترینگ حتی نتوانسته مردم را از دسترسی به وب‌گاه‌های غیراخلاقی (پورنوگرافی) بازدارد و تنها موجب بی‌اعتمادی میان ملت و دولت شده است، به نظر من فضای مجازی یک وسیله است و می‌تواند آنچنان که یک فرصت مناسب باشد به عنوان یک تهدید جدی هم به حساب آید.»
حسن روحانی در گفتگو با ان بی سی در پاسخ به این پرسش که آیا مردم به توئیتر و فیسبوک می‌توانند دسترسی داشته باشند؟ گفت: نظر دولت این است که مردم باید دسترسی داشته باشند به همه اطلاعات جهانی، نظارت ما باید نظارت اخلاقی و هویت ملی ما باشد.

## سینما
وی دربارهٔ سینما می‌گوید «از سینما صحبت شد گفتند سینمای انقلاب فکر می‌کنم باید انقلابی در سینما شود اول، واقعاً ما سینمایی را می‌بینیم باقی‌مانده باشد! چقدر از فیلم‌ها ساخته شده‌است که در داخل نشده‌است استفاده بشود امروز در بیرون پخش می‌شود و مردم از رسانه‌های دیگر دارند این فیلم‌ها را نگاه می‌کنند بالای دویست فیلم در همین چند سال اخیر آیا این شایسته ما هست؟ از سینما بحث شد، چه خبر است سینما؟ فروش بلیط‌ها چه وضعی دارد؟ همان روزهای سه شنبه که نصف قیمت است چه خبر است؟ مقایسه کنیم سال نود و یک که بعضی‌ها گفتند سال سیاه بود برای فروش بلیط سینما، مقایسه کنیم با سال شصت و سه زمان جنگ ببینیم چقدر فاصله دارد فروش بلیط در سال شصت و سه چند میلیون بوده در نود و یک چند میلیون بوده بیاییم سینما را به سینما فهمان به آن‌هایی که فیلم ساز هستند هنرمند هستند به آن‌ها واگذار کنیم سینما را ندهیم دست چهار تا افرادی که جوان هستند تازه روزهای اولیه‌شان است رشته‌های دیگر خوانده‌اند آن‌ها بخواهند قضاوت کنند راجع به سینمای ما سینما را به ملت واگذار کنیم مردم بهترین انتخاب را خواهند کرد افرادی هستند که در بیرون باید جایزه ببرند اما در داخل به آن‌ها توجه نشود حتی بعضی‌ها ناچار شوند بروند بیرون فیلم بسازند فضا را باز کنیم جوان‌ها را بگذاریم بیایند در صحنه دلسوزان را بگذاریم فعالیت کنند یادمان باشد اخلاق با زبان سینما بهتر در دل‌ها جا می‌گیرد یادمان باشد که ایمان با سینما بهتر در دل جوان‌های ما جایگزین می‌شود یادمان باشد که وطن دوستی از طریق هنر و سینما بهتر جایگزین می‌شود در اذهان مردم ما یادمان باشد که زیباترین راه برای بیان فرهنگ در جامعه ارتقاء فرهنگ در جامعه سینما است به سینما اهمیت بدهیم بگذاریم تشکل‌های سینمایی آزاد باشند ممیزی را به خودشان واگذار کنیم قانون شفاف بنویسیم به خودشان واگذار کنیم چرا خیلی از کارها به اصناف به تشکل‌های صنفی خودشان واگذار شده‌است؟ چطور نظام مهندسی ما درست کردیم، نظام پزشکی درست کردیم، نظام سینمایی هم درست کنیم. به پیشکسوتان سینما احترام کنیم بدانیم که آن‌ها دلسوز کشور هستند دلسوز مردم هستند دلسوز انقلاب هستند سینما خیلی خوب است به شرط اینکه یک انقلابی در سینما ما انجام بدهیم من در دولت آینده کاری خواهم کرد که مردم در همه زمینه‌ها به ویژه در سینما بتوانند آنچه مد نظر آن‌ها است اهداف آن‌ها است به خوبی دست پیدا کنند قید و بندهایی که خیلی مفید نیست آن قید و بندها را به کنار خواهم گذاشت یک چیز مهم است فرهنگ ایرانی فرهنگ اسلامی، هویت ایرانی هویت اسلامی، به همین توجه کنیم کافی است برای اینکه سینمای ما در این چارچوب بدرخشد.»

## سرمایه سیاسی
حسن روحانی در مقاله درآمدی بر مؤلفه‌های اساسی محیطی در چشم‌انداز ایران از عبارتی با عنوان سرمایه سیاسی یاد می‌کند. تعریف سرمایه سیاسی از دیدگاه وی عبارت است از ذخایر سیاسی یک شخص یا حزب در یک کشور در جریان مبارزه‌های سیاسی برای کسب قدرت. حسن روحانی بر این باور است که سرمایه سیاسی کشور به‌طور طبیعی برای ملت و دولت آن، قدرت تأثیرگذاری و نفوذ حاصل می‌کند و به عنوان یک متغیر محیطی مهم باید مورد توجه واقع شود. در سرمایه سیاسی، داوری جوامع جهانی و حکومت‌ها نیز بایستی مورد توجه قرار گیرد. افکار عمومی جهان و قضاوت دیگران می‌تواند سرمایه سیاسی را در سطح دنیا کاهش یا افزایش دهد.

## سرمایه اجتماعی
«  فردی که امروز انتخاب شده به مردم قول داده که می‌خواهد از ضربه‌هایی که به اخلاق در جامعه وارد شده، فاصله گرفته و از هتک حرمت‌هایی که با بی پروایی انجام می‌شد، دور باشد و از افراط‌گری، خشونت، بی‌اعتمادی به قانون، خرافه‌گرایی و ابزاری کردن دین و شعارهایی که هزینه آن از جیب مردم است، و بسیاری از اقدامات غیرکارشناسانه و بدون مشورت می‌خواهد فاصله بگیرد. مبنای انجام این قول‌ها عقلانیت، مشورت، اعتدال، آینده‌نگری، تدبیر و ایجاد وحدت در جامعه و پر کردن شکاف‌های اجتماعی و بالا بردن تحمل اجتماعی است. »

حسن روحانی در مجلس خبرگان رهبری، ۱۳ شهریور ۱۳۹۲
حسن روحانی معتقد است اگر بین همه مردم و قشرها مختلف اعتماد قابل پذیرشی موجود باشد و مابین گروه‌های گوناگون جامعه و نظام اطمینان و پیوند صحیحی باشد، آنگاه می‌توان کشور توسعه یافته‌ای در آینده داشت. در حقیقت حکومت‌هایی که بر مردم منسجم و یک‌پارچه حکم می‌رانند، ثروتی از سرمایه‌های بنیادی را در دست دارند. به عقیده وی مقصود از سرمایه اجتماعی هنجارها و کانال‌هایی است که ملت را توانمند می‌سازد تا دست به کنش جمعی بزنند.

## آموزش و پرورش
حسن روحانی می‌گوید: پس از انقلاب، توجه ویژه‌ای برای آموزش و پرورش شد و در اینک، آمارها ثابت می‌کنند که ۷/۴٪ تولید ناخالص ملی ایران بابت هزینه‌های آموزش و پرورش در کشور مصرف می‌گردد که حدود ۲۲/۸٪ از کل هزینه‌های دولت را شامل می‌شود. حجم بزرگ این هزینه‌ها هنگامی وضوح خود را نشان می‌دهد که میزان هزینه‌های آموزش و پرورش در کشور ایران با میزان هزینه‌های آموزش و پرورش دردیگر کشورهای جهان قیاس شود. میزان هزینه‌های آموزشی و پرورشی در ایران چندان از دیگر کشورهای توسعه‌یافته، کمتر نیست و اتفاقاً ایران جزء کشورهایی به‌شمار می‌رود که دارای بیشترین میزان هزینه‌های آموزش و پرورش، از هزینه‌های عمومی دولت است. روحانی معتقد است چالش‌هایی در خصوص آموزش و پرورش موجود بوده‌اند که به قدر کافی نسبت به آن‌ها حساس نبوده‌ایم: روحانی این چالش‌ها را نبود آموزش مستدام آموزگاران و تغییر شیوه و روش تدریس آن‌ها متناسب با این آموزش‌ها؛ فقدان تحقیق محوری در آموزش و پرورش؛ نبود ارتباط صحیح بین تقاضای کار در اجتماع و تعلیم و تربیت نیروی انسانی؛ عدم وجود مهارت‌های بنیادی دانشجویان در راستای کارآفرینی و حل معضلات اشتغال ایشان؛ نبود رشد مهارت‌های کلیدی و بنیادی در دانشجویان به علت دید غلط آموزشی برمی‌شمرد.

## پاسپورت ایرانی
حسن روحانی می‌گوید ارزش پاسپورت ایرانی نشانه نوع رابطه ما با جهان است که در آن اعتماد، احترام و منافع متقابل باعث گرمی روابط می‌شود. اما اگر برنامه دشمن برای ایران‌هراسی و اسلام‌هراسی به نتیجه رسیده باشد، که دشمن تاکنون در گام‌هایی هم به نتیجه رسیده است، این احترام و اعتماد کم می‌شود، هر مقدار بتواند ایران‌هراسی و اسلام‌هراسی را در سطح دنیا جا بیندازد مشکلات بیشتر می‌شود.
دردوره روحانی پاسپورت ایرانی بی ارزش ترین پاسپورت در جهان شد و با ایرانیان و گردشگران ایرانی با فجیع ترین رفتار برخورد میکردند.

## سند چشم‌انداز و اصل ۴۴ قانون اساسی
حسن روحانی در خصوص سند چشم‌انداز ۱۴۰۴ ایران و اصل ۴۴ قانون اساسی می‌گوید «در واقع بعد از بیست سال دعوا بین راست و چپ که باید استراتژی چه باشد و چگونه باشد ترسیم آینده چگونه باشد سیاست بلندمدت چگونه باشد خوشبختانه در دولت اصلاحات این سند مورد بررسی قرار گرفت در سازمان مدیریت در بخش‌های مختلف و بعد به مجمع تشخیص مصلحت نظام آمد با مدیریت حضرت آیت‌الله هاشمی رفسنجانی و تلاشی که در مجمع شد با همکاری دولت، منتهی شد به سند چشم‌انداز بیست ساله، این سند خیلی مهم بود این سند در واقع خیلی از دعواها و بحث‌ها و تضارب آرائی که در آن سال‌ها بود حل و فصل کرد استراتژی ملی را توسعه قرار داد گفت ایران کشوری است توسعه یافته، پیشرفت و توسعه شد مبنا، و این بسیار مهم بود اما وقتی ما همه تصمیم می‌گیریم روی یک مسئله‌ای و می‌گوییم استراتژی ملی باید توسعه باشد آن وقت همه باید ملتزم به آن باشیم لوازم آن را مدنظر قرار بدهیم گاهی وقتها بعضی از حرف‌ها زده می‌شود در حد حرف و بحث باقی می‌ماند گاهی وقتها بعضی از نکات گفته می‌شود به لوازمش ما توجه نداریم خود مجمع ناچار شد بعداً یک مصوبه دیگری را بگذراند که بگویم لوازم این چشم‌انداز چیست چون دید چند سال گذشته و به این چشم‌انداز عمل نشد به لوازمش متعهد نبودند در مقام عمل، بنابراین چشم‌انداز بیست ساله بسیار مهم است ولی متأسفانه بیش از یک سوم از زمان اجرایش گذشته و ما الان از چشم‌انداز بسیار عقبیم خب شما می‌دانید طبق چشم‌انداز بنا بود که نرخ رشد ما هشت درصد باشد حداقل، آن هم هشت درصد به‌طور مستمر و خب در برنامه پنج ساله‌ای که برنامه چهارم بود که در واقع چهار سال گذشت و این برنامه تمام شد به جای رشد هشت درصد شد رشد چهار و نیم، بعد هم که رشد در این سال‌های اخیر کمتر شد الان رشد سالی که گذشت که هنوز اعلام رسمی نشده و گفته می‌شود که منفی است بنابراین ما الان از چشم‌انداز خیلی فاصله داریم راهش این است یک رشد بسیار پرشتابی را آغاز کنیم خیلی مهم است همه تصمیم بگیریم برای توسعه، در مقام عمل خیلی حرف‌ها زده می‌شود و خیلی رفتارها نشان داده می‌شود که این رفتار و عمل با آن توسعه و پیشرفت سازگاری ندارد این دهه هم که دهه پیشرفت و عدالت است اگر ما در مقام عمل همه متعهد باشیم البته که رئیس جمهور نقش بسیار زیادی دارد برای اینکه دستگاه‌های اجرایی خودش را بسیج کند و بتواند عقب ماندگی را اولاً جبران کند و بعد هم در فرصت باقی‌مانده به اهداف چشم‌انداز برسد یک بخش برای رسیدن به توسعه مورد نظر چشم‌انداز همین اصل چهل و چهاری است که شما اشاره کردید اصل چهل و چهار، رهبری معظم فرمودند انقلاب اقتصادی است اما متأسفانه این انقلاب تحقق پیدا نکرد یعنی قرار بود که ما بخش‌های بزرگی از صنعت را به مردم واگذار کنیم یادمان نرود هر کجا به مردم تکیه کردیم پیروز شدیم هر وقت اسم مردم بردیم کار دیگر کردیم موفقیت یا نداشتیم یا بسیار اندک بود در اصل چهل و چهار بسیاری از بنگاه‌ها به ظاهر خصوصی شد واگذار شد به بخش خصوصی به ظاهر اما آمار و ارقام می‌گوید فقط سیزده و نیم درصد به بخش خصوصی واگذار شد و بقیه به شبه دولتی واگذار شد به دستگاه‌های مختلفی که شبه دولتی بودند یک بخشی هم شد سهام عدالت، در سهام عدالت درست است این سهام به مردم واگذار شد اما یادمان باشد اصل چهل و چهار برای این نبود که تنها مالکیت واگذار بشود و خصوصی بشود به غیر از مسئله مالکیت، بحث مدیریت بود مدیریت به مردم واگذار بشود بنابراین باید یک تلاش مجدانه‌ای صورت بگیرد برای اینکه اصل چهل و چهار عمل شود به نظر من تاکنون تقریباً اصل چهل و چهار عمل نشده به سند چشم‌انداز توجه چندانی نشده ما باید برگردیم به سند بالادستی خودمان به چشم‌انداز، سیاست‌های کلی اصل چهل و چهار و من معتقدم با اجرای همین دو سیاست بلندمدت و سیاست کلی، شاهد یک تحول بزرگ در کشور خواهیم بود.»

## روحانیت
روحانی می‌گوید: «از مزایای مخصوص نهاد روحانیت همواره در طول تاریخ مردمی بودن روحانیت است. این نهاد از دل ایمان و خواست مردم برآمده است و همواره مردم را تکیه گاه خود قرار داده است.» وی معتقد است روحانیت دارای دو وجه است وجه اول، وجهی است که در نزد افکار عمومی دارد و وجه دوم، وجه حقوقی است. آنجا که ورای گرایش‌های شخصی، بالای منبر یا کنار محراب باید عمل کند، همان‌جا باید دغدغه دین اسلام، نظام اسلامی و ایران را داشته باشد و آنجا باید امین احکام حقیقی دین باشد. روحانیت بایستی داخل مسائل روزمره سیاسی در چارچوب ترویج احکام اسلام و مبانی نظام اسلامی‌شود و مسئولیت سنگینی را بر دوش خود احساس کند. ما انسان هستیم و از اشتباه به دور نیستیم اما سهم ما این است که نگرانی و دغدغه دین، ملت و ایران را داشته باشیم. بایستی در مسیری که رهبری پیش پای ما گذاشته است، پیش برویم. کشور ما محتاج پیوند ناگسستنی بین نظام با ملت، حکومت با روحانیت، روحانیون با روحانیون، روحانیون با مردم و حتی روحانیون با مسئولین دیگر مذاهب و ادیان است، جامعه اسلامی ما جامعه تک گویی نیست، بلکه جامعه‌ای مشورتی، ارتباطی و گفتگویی و انتقادی است. روحانی وعده داده است که دولت تدبیر و امید سازوکار مورد نیاز برای ارتباط میان روحانیت و دولت و قاطبه روحانیون را برقرار خواهد کرد تا از این نهاد مردمی تأثیرگذار بیشترین بهره را ببرد. روحانی بر این اعتقاد است روحانیون، امامان جمعه و جماعات، مسئولان مساجد و واعظین؛ از کانال‌های مهم انتقال مشکلات و مسائل ملت به نظام و بیان مشکلات دولت و حکومت به مردم هستند. البته این مسئولیت بایستی بر پایه اطلاعات و ارزیابی‌های صحیح و جامع باشد. روحانیت استقلال دارد و قادر است نقش محوری در دین و رشد جامعه ایفا کند یعنی واسطه‌ای امین میان ملت و دولت باشد. نقش نظام و روحانیت در برابر مسائل جامعه البته که یکی نمی‌باشد، ولی می‌تواند و بایستی همسو باشد روحانیت یک نهاد مستقل مردمی است که در هیچ هنگام نباید استقلال این نهاد آسیب ببیند. مردمی بودن و مستقل بودن هم به مفهوم فاصله گرفتن از حکومت و دولت نیست.

## احکام اسلام و گرایش‌ها
روحانی بر این باور است ممکن است تفسیرهای گوناگونی از احکام اسلام وجود داشته باشد. نبایستی مطلق‌گرایی کنیم و همه گرایش‌ها را تکفیر کنیم. اتهام جدا دانستن گرایش‌ها از حق توسط گروه‌ها نباید انجام شود بلکه باید با سعه صدر برخورد شود. هر شهروند ایرانی و روحانی ممکن است گرایش‌های ویژه سیاسی، اجتماعی و اقتصادی داشته باشد که محترم است اما این گرایش‌ها را نبایستی عین اسلام بداند یا معرفی کند. روحانی می‌گوید خطر زمانی است که یک عده خود را برابر اسلام، انقلاب و ولایت فقیه بداند و گروه مقابل را ضد دین، انقلاب و ولایت فقیه معرفی کند. در یک کشور آزاد و بزرگ نمی‌شود یک گرایش و سلیقه را حاکم نمود بلکه بایستی سلایق گوناگون را در چارچوب موازین دینی، قانون اساسی و قانون پذیرا باشیم در عین حال در پی انسجام، وحدت، یکدلی و یک‌سویی باشیم. همان‌طور که در دانش‌ها اختلاف نظر، باعث رشد و توسعه عملی بوده و هست.

## اقوام
روحانی اعتقاد دارد ایرانی، ایرانی است و هر شخصی بخواهد کرد، لر، بلوچ، آذری، ترکمن، عرب و فارس را جدا جدا ببیند او ایرانی نیست. وی می‌گوید همه ایرانیان یک ملت واحد هستند اگر فردی فکر می‌کند قومی خار است یا خاشاک است خودش خار است. باید تبعیض را کنار گذاشت و حقوق شهروندی را تدوین کرد این متن قانونی اساسی است و از نظر من اصل ۳ و ۱۵ و ۱۹ و ۲۲ قانون اساسی با اصل نخست، آخر و وسط آن برابر است. وی در وعده‌های انتخاباتی خود گفته بود که در بیانیه اقوام و مذهب پایبند است و به آن عمل خواهد کرد. وی قول داده است که در دولت تدبیر و امید منزلت اقوام و اهل سنت به جای اصلی خود بازگردد.
حسن روحانی بارها در مناظرات و بیانیه‌های خود دربارهٔ موضوع پرداختن به مطالبات اقلیت‌های قومی و مذهبی اظهار نظر کرد. وی در بیانیه شماره ۳ که اختصاصاً در این رابطه بود، برنامه‌های خود را در این باره در ۱۰ بند توضیح داد. از جمله موضوعاتی که به آن‌ها اشاره کرده تدریس زبان مادری ایرانیان (لری، آذری، عربی و…) به‌طور رسمی در سطوح مدارس و دانشگاه‌ها دراجرای کامل اصل ۱۵ قانون اساسی است. روحانی همچنین بر تبعیض وارده بر اقوام و تغییر نگاه امنیتی نسبت به اقوام و فرهنگ‌های ایرانی نیز تأکید کرد. او همچنین در سفرهای استانی اش نشست‌های اختصاصی با سران اقوام همچون دیداری اختصاصی با مردم عرب در اهواز داشت. پیش از آن نیز شیوخ عرب اهواز را در میتینگ انتخاباتی اش به تهران دعوت کرد و با آن‌ها گفتگو کرد. روحانی بر این باور است که اقوام این سرزمین از لحاظ حقوقی و شهروندی با یکدیگر برابر خواهند بود.
روحانی می‌گوید در بحث منابع انسانی نیز اقوام و مذاهب ایرانی فرصتی طلایی برای کشور محسوب می‌شوند که باید به آن‌ها بیشتر بها داد و از ظرفیت آن‌ها به نحو احسن در اداره امور کشور بهره برد. وی همچنین گفته‌است به همان اندازه که شیعیان، ایران را در قلب خود جای داده‌اند، اهل سنت کشورمان نیز دل در گرو میهن خود دارند.
روحانی معتقد است مسئولان وزارت کشور نباید بین اقوام و مذاهب مختلف، ادیان رسمی در دادن حقوق شهروندی تفاوتی قائل شود؛ چرا که همه در این حقوق برابر هستند و هیچ فرق بین یک ترک، لر، بلوچ و عرب وجود ندارد. وزارت کشور همان وزارتخانه‌ای است که مسئولیت دارد حقوق شهروندی را در سراسر کشور به صورت یکسان و برای همه ایرانیان به اجرا در بیاورد و باید این احساس در بین مردم وجود داشته باشد. احساس تساوی، عدالت و فرصت برابر باید برای همه مردم به وجود آید.

## اقلیت‌های مذهبی
حسن روحانی در جمع ایرانیان مقیم آمریکا در سال ۱۳۹۲ گفت: «اقلیت‌های یهودیان، ارمنی‌ها، آشوریان، زرتشتیان همه و همه زیبایی‌های سرزمین ایران می‌باشند.»

## فرهنگ باستان ایرانی
حسن روحانی در جمع ایرانیان مقیم آمریکا در سال ۱۳۹۲ گفت: «ایران به عنوان سرزمین همه دل‌ها، در دو مقطع بزرگترین فرهنگ را آفرید، فرهنگ باستان قبل از اسلام یکی از چند فرهنگ بزرگ جهان بود و هنوز هم ما به آن دوران می‌بالیم و افتخار می‌کنیم.»

## پیام تخت جمشید ما می‌توانیم است
روحانی در ۱۰ اردیبهشت ۱۳۹۴ و در سفر استانی به فارس ضمن بازدید از مجموعهٔ میراث جهانی تخت جمشید گفت: «پیام تخت جمشید ما می‌توانیم است … ملت بزرگ ایران و کسانی که آثار با عظمت تخت جمشید را آفریدند فرزندان این مرز و بوم بودند و ما به ملیت ایرانی و فرهنگ اسلامی افتخار می‌کنیم و باید از تمدن ایرانی و اسلامی خود دفاع کنیم.» او عصر همانروز در نشست شورای اداری استان گفت: «فاصله ای بین تمدن ایرانی و اسلامی نیست. وقتی به تخت جمشید در استان فارس می‌رویم همه جا آثار یکتاپرستی به چشم می‌خورد و این گواه آن است که مردم ایران هیچگاه بت‌پرست نبودند و وقتی اسلام به این سرزمین وارد شد، به جای مبارزه با آیین بت‌پرستی که در برخی سرزمین‌های دیگر وجود داشت به اعتلای فرهنگی که در ایران وجود داشت، پرداخت.»

## نقد و نقادی
روحانی در رابطه با نقد و نقادی می‌گوید «نقد خیلی زیباست و خیلی قشنگ است اگر کسی قدر نقد و نقاد را بداند نقد، نقد دلسوزانه، نقد، نقد سازنده به این معناست که نقاد به آن نقاط ضعف نگاه می‌کند و آن نقاط ضعف را برملا می‌کند و آن وقت می‌شود آن نقطه ضعف را برطرف کرد آن وقت می‌شود تصحیح کرد تصمیمات را، تصمیم خیلی مهم است آمادگی برای تصحیح تصمیمات گاهی مهمتر از خود تصمیمات است در مقام عمل گاهی بسیاری از تصمیمات باید اصلاح بشود در مقام تصمیم سازی و تصمیم‌گیری گاهی باید اصلاح شود نقاد بهترین خدمت به کشور می‌کند و به دولت می‌کند اگر نقد سازنده داشته باشد من دست همه نقادان دلسوز را می‌بوسم مخصوصاً دانشگاهیان نخبگان تحصیل کردگان مخصوصاً جوان‌های عزیزی که زندگی شان وقتی با نقد توأم می‌شود شیرین تر می‌شود بانشاط تر می‌شود و انسان لذت بیشتری از نشاط جوانی آنها حس می‌کند و می‌برد.»

## خرد جمعی
روحانی معتقد است «خرد جمعی همه جا باید بدرخشد خرد جمعی معنایش این است که ما باید از صاحب نظران استفاده کنیم در دولت من نه تنها از کارشناسان دولتی که زحمتکش هستند و کار کردند و تلاش کردند استفاده می‌شود بهره‌برداری می‌شود بلکه از بخش خصوصی هم استفاده می‌شود از کارآفرینان هم استفاده می‌شود از تشکلهای مردمی هم استفاده می‌شود.»

## دانشگاه‌ها
حسن روحانی می‌گوید کیفیت را در دانشگاه‌های دولتی افزایش می‌دهیم و برخی از دانشگاه‌ها را به سمت کاربردی شدن پیش می‌بریم. لازم است ارتباط دانشگاه با بخش صنعت تقویت شود. با سایر بخش‌های تولیدی کشور برای اشتغال دانشجویان بعد از پایان تحصیلاتشان ارتباط می‌گیریم تا دانشجویان بتوانند به مشاغل مورد نظرشان دست یابند.

## ایرانیان خارج از کشور
روحانی دربارهٔ بازگشت برخی از ایرانیان خارج از کشور می‌گوید «باید کمک کنیم از مشکلات و اختلافات عبور کنیم و مشکل را افزون نکنیم. یعنی آنها که آمادهٔ بازگشت هستند راهشان را تسهیل کنیم؛ چون توبه برای همه است.»
حسن روحانی در خصوص ملاقات با ایرانیان در نیویورک گفت: از میان دیدارهای من در این سفر از همه پرشور تر حضور در جمع ایرانیان آمریکا بود که بسیار جلسه پرشوری بود. همان شور و نشاطی که در ایران و در بین جامعه ایرانی احساس می‌کنیم در ایرانیان خارج از کشور نیز ملاحظه می‌شود و به واقع ما از آن‌ها روحیه گرفتیم.
امیدوارم همه ایرانیان مقیم آمریکا، سفیران کشور ایران در آمریکا باشند و ما هم بتوانیم حرف ملت آمریکا را به گوش ایرانیان برسانیم.
حسن روحانی در جمع ایرانیان مقیم آمریکا (۱۳۹۲) گفت: دولت تدبیر و امید دست نیاز به سوی هیچ کشور خارجی دراز نخواهد کرد، اما دست نیازش را به سوی شما ایرانیان دراز می‌کند، زیرا شما می‌توانید تصویری واقعی از سرزمین خود به جهانیان معرفی کنید. صدا و سیمای ما در اینجا شما هستید، شما می‌توانید صدای ملت ایران را به گوش مردم آمریکا برسانید و فرهنگ غنی خود را به آن‌ها معرفی کنید.
حسن روحانی می‌گوید معتقدم همه ایرانیانی که در خارج از کشور زندگی می‌کنند باید بتوانند به راحتی به کشورشان رفت‌وآمد کنند.

## گردشگری
محمدرضا پوینده، مسئول کمیته گردشگری ستاد مرکزی حسن روحانی می‌گوید: توجه به صنعت گردشگری و استفاده از ظرفیت بی‌بدیل این صنعت از محورهای اصلی برنامه‌های دولت حسن روحانی می‌باشد. دولت یازدهم در چهارچوب برنامه ۲۰ ساله کشور و سند چشم‌انداز که ورود ۲۰میلیون گردشگر خارجی را تا سال ۱۴۰۴ هدف‌گذاری نموده است، به صنعت گردشگری و واگذاری امور به بخش خصوصی توجه جدی نموده و این صنعت جز محورهای اصلی برنامه‌های دولت یازدهم خواهد بود. حسن روحانی در مناظرات تلویزیونی گفته بود، با ورود ۱۰ میلیون گردشگر ورودی بیش از ۴ میلیون فرصت شغلی ایجاد شده که توجه به این صنعت باعث رفع مشکل بیکاری خواهد شد. سخنان حسن روحانی با استقبال بی‌نظیر فعالان بخش گردشگری، صنایع دستی و میراث‌فرهنگی کشور مواجه شده‌است. به‌طور قطع در دولت یازدهم ما شاهد ارتقاء مناسبات گردشگری فی‌مابین کشورهای همسایه، کشورهای اسلامی (OIC) شرق آسیا، کشورهای عضو D۸ و اکو و کشورهای هدف گردشگری ایران خواهیم بود.
روزنامه دیلی تلگراف نوشت شرکت‌های گردشگری در بریتانیا امیدوار هستند با انتخاب حسن روحانی با گرایش‌های اعتدال‌گرایی، مسیر گردشگران به سوی ایران هموارتر گردد.

## شیردال نقره‌ای
رئیس جمهور ایران در جمع ایرانیان مقیم آمریکا (۱۳۹۲) به تلاش‌ها برای بازگرداندن یک میراث گرانبهای تاریخی با قدمت ۲۷۰۰ سال از آمریکا به ایران اشاره کرد و گفت: سال‌ها پیش این آثار گرانبها به آمریکا قاچاق شد و در این سفر قرار شد این شی ارزشمند (شیردال نقره‌ای) به کشور بازگردانده شود. افتخار می‌کنم که این اثر گرانبهای تاریخی ملت ایران را به کشور بازگردانم.

## موسیقی
حسن روحانی، رئیس‌جمهوری در ۲۴ خرداد ۱۳۹۴ و در سخنرانی خود در اجتماع بزرگ مردم بجنورد گفت: «ما همچنین ملتی شاد و مردمی زنده می‌خواهیم. در این استادیوم ورزشی وقتی نام امام هشتم برده می‌شود روحتان پرواز می‌کند و احساسات خود را نشان می‌دهید و اینجا سراسر معنویت و اخلاق می‌شود. همین‌جا اگر قطعه موسیقی نواخته شود و شما شاد شوید اشکالی دارد؟ مگر ما با شادی مردم مخالفیم. ما در روزش خوشحالی می‌کنیم و به روزش هم اشک می‌ریزیم ما در نوزده و بیست و یک رمضان اشک می‌ریزیم و پانزده رمضان شادی می‌کنیم. ما ملتی رشید و شاد می‌خواهیم. موسیقی، ادب، فرهنگ و شعر از سرزمین ایران و خراسان شمالی به کل آسیای مرکزی، قفقاز و سایر مناطق رسوخ کرده است..»

## گشت ارشاد
روحانی دربارهٔ سازوکار گشت ارشاد که زمان محمود احمدی‌نژاد تشکیل شده بود گفت: «گشت برای ما آرامش ایجاد نمی‌کند.»
حسن روحانی همچنین به اقدام پلیس در ایجاد گشت ارشاد نامحسوس در تهران واکنش نشان داد و گفت: «کرامت انسانی را خدا به انسان‌ها داده و این کرامت مقدم بر دین است. کرامت همه باید حفظ شود.»